# Serra del Coll de Fatxes
La Serra del Coll de Fatxes és una serra situada als municipis de Vandellòs i l'Hospitalet de l'Infant (Baix Camp) i Tivissa (Ribera d'Ebre), amb una elevació màxima de 579 metres.
A la part occidental d'aquesta serra hi ha el Coll de Fatxes (507msnm), per on passa la carretera C-44. Aquesta collada marca el límit oriental de les Muntanyes de Tivissa-Vandellòs.